# دهستان چیچکلو
دهستان چیچکلو یکی از دهستان‌های شهرستان اسلامشهر در استان تهران ایران است که در بخش احمدآباد مستوفی قرار دارد.

## جمعیت
براساس سرشماری مرکز آمار ایران در سال ۱۳۹۵، جمعیت دهستان چیچکلو ۴۶۲۴ نفر (در ۱۳۷۹ خانوار) بوده‌است.